# На море!
«На море!» — российский художественный фильм 2008 года в жанре комедии положений. Режиссёр — Ярослав Чеважевский.

## Сюжет
Небольшая компания русских туристов (две пары с детьми, мать с сыном и одинокий мужчина) 15 января приезжает на Тенерифе — испанский остров из архипелага Канарские острова в Атлантическом океане, чтобы провести там 10 дней новогодних каникул. Когда они на следующий день собираются на море, выясняется, что одному герою больше хочется выпить, у одной из женщин временные проблемы со здоровьем; по дороге выясняется, что необходимо заехать в супермаркет купить тампоны, а заодно и фрукты детям на пляж, потом продукты домой про запас. Далее полиция эвакуирует их автомобиль из-за того, что они поставили его на стоянку для инвалидов… 
Из-за разных мелких происшествий герои так и не добрались до моря за всё время пребывания на острове.

## В ролях
- Алёна Бабенко — Лена, жена Ярослава
- Павел Деревянко — Паша
- Юрий Колокольников — Вадим
- Инга Оболдина — Ирина, жена Вадима
- Евгения Лютая — Наташа, «Пушкинистка»
- Ярослав Чеважевский — Ярослав, организатор поездки
- Никита Бабенко — Артём, сын Ярослава и Лены
- Сюзанна Шпак — Настя, дочь Ярослава и Лены
- Ульяна Ворожейкина — Лиза, дочь Вадима и Ирины
- Гарик Далалоян — Рубе́н, сын Наташи
- Курт Глокцин[нем.] — Клаус
- Бритта Шмелинг[нем.] — Клара
- Паулине Буркхардт (Pauline Burkhardt) — Марго, дочь Клауса и Клары
- Йохан Лакке (Johan Lakke) — Альберт, сын Клауса и Клары

Закадровый текст:
- Александр Яцко
- Геннадий Венгеров

В эпизодах:
- Алехандро Корона (Alejandro Corona) — шеф полиции
- Висенте Пенья (Vicente Peña) — полицейский
- Антонио Куэвас (Antonio Cuevas) — управляющий пиццерией
- Роланд Штройли (Roland Streuli) — управляющий виллой
- Маурисио Гомес (Mauricio Gomez) — официант пиццерии
- Эмилиано Молина (Emiliano Molina) — мужеложец
- Дарвинг Эскалона (Darwing Escalona) — мужеложец